# Liste der Kirchen im Bistum Mainz – Region Südhessen
Die Liste der Kirchen im Bistum Mainz – Region Südhessen führt die römisch-katholischen Kirchengebäude im Bistum Mainz auf, die zum Bestand der 14 Pastoralräume/neuen Pfarreien in der Region Südhessen gehören.
Die Region Südhessen ist eine von vier Regionen im römisch-katholischen Bistum Mainz. Sie wurde am 1. August 2022 durch Fusion der sechs Dekanate Darmstadt, Dieburg, Bergstraße-West, Bergstraße-Mitte, Bergstraße-Ost und Erbach gegründet. Ihr Gebiet umfasst grob die Stadt Darmstadt, den Landkreis Darmstadt-Dieburg, den Landkreis Bergstraße sowie den Odenwaldkreis.
| Bild | Kirche                               | Ort                                  | Pastoralraum/Pfarrei               | Bemerkungen                                                             |
| ---- | ------------------------------------ | ------------------------------------ | ---------------------------------- | ----------------------------------------------------------------------- |
|      | St. Josef                            | Babenhausen                          | Bachgau                            | Pfarrkirche der Pfarrei St. Josef Babenhausen                           |
|      | St. Nepomuk                          | Babenhausen-Langstadt                | Bachgau                            | Filialkirche der Pfarrei St. Josef Babenhausen                          |
|      | Gnadenkapelle                        | Dieburg                              | Bachgau                            | Filialkirche der Pfarrei St. Peter und Paul Dieburg                     |
|      | Ehemaliges Kapuzinerkloster          | Dieburg                              | Bachgau                            | Filialkirche der Pfarrei St. Peter und Paul Dieburg                     |
|      | St. Peter und Paul                   | Dieburg                              | Bachgau                            | Pfarrkirche der Pfarrei St. Peter und Paul Dieburg                      |
|      | Wendelinuskapelle                    | Dieburg                              | Bachgau                            | betreut von der Pfarrei St. Peter und Paul Dieburg                      |
|      | St. Wolfgang                         | Dieburg                              | Bachgau                            | Filialkirche der Pfarrei St. Peter und Paul Dieburg                     |
|      | St. Sebastian                        | Eppertshausen                        | Bachgau                            | Pfarrkirche der Pfarrei St. Sebastian Eppertshausen                     |
|      | St. Valentin                         | Eppertshausen                        | Bachgau                            | Filialkirche der Pfarrei St. Sebastian Eppertshausen                    |
|      | St. Michael                          | Münster                              | Bachgau                            | Pfarrkirche der Pfarrei St. Michael Münster                             |
|      | St. Paul                             | Schaafheim                           | Bachgau                            | Filialkirche der Pfarrei St. Laurentius Radheim                         |
|      | St. Johannes Baptist                 | Schaafheim-Mosbach                   | Bachgau                            | Pfarrkirche der Pfarrei St. Johannes Baptist Mosbach                    |
|      | St. Laurentius                       | Schaafheim-Radheim                   | Bachgau                            | Pfarrkirche der Pfarrei St. Laurentius Radheim                          |
|      | St. Crescens                         | Bensheim                             | An der Bergstraße (Hl. Geist)      | Filialkirche                                                            |
|      | St. Georg                            | Bensheim                             | An der Bergstraße (Hl. Geist)      | Pfarrkirche                                                             |
|      | St. Joseph (Hospitalkirche)          | Bensheim                             | An der Bergstraße (Hl. Geist)      | Filialkirche                                                            |
|      | Klosterkirche der Franziskaner       | Bensheim                             | An der Bergstraße (Hl. Geist)      | Filialkirche                                                            |
|      | St. Laurentius                       | Bensheim                             | An der Bergstraße (Hl. Geist)      | Filialkirche                                                            |
|      | Heilig Kreuz                         | Bensheim-Auerbach                    | An der Bergstraße (Hl. Geist)      | Filialkirche                                                            |
|      | St. Bartholomäus                     | Bensheim-Fehlheim                    | An der Bergstraße (Hl. Geist)      | Filialkirche                                                            |
|      | Marienkapelle                        | Bensheim-Fehlheim                    | An der Bergstraße (Hl. Geist)      | Kapelle                                                                 |
|      | St. Andreas                          | Lautertal-Reichenbach                | An der Bergstraße (Hl. Geist)      | Filialkirche                                                            |
|      | Mariä Himmelfahrt                    | Zwingenberg (Bergstraße)             | An der Bergstraße (Hl. Geist)      | Filialkirche                                                            |
|      | St. Elisabeth                        | Darmstadt                            | Darmstadt-Mitte                    | Pfarrkirche der Pfarrei St. Elisabeth Darmstadt                         |
|      | St. Fidelis                          | Darmstadt                            | Darmstadt-Mitte                    | Pfarrkirche der Pfarrei St. Fidelis Darmstadt                           |
|      | Hedwigskapelle                       | Darmstadt                            | Darmstadt-Mitte                    | Filialkirche der Pfarrei St. Elisabeth Darmstadt                        |
|      | Heilig Kreuz                         | Darmstadt                            | Darmstadt-Mitte                    | Pfarrkirche der Pfarrei Heilig Kreuz Darmstadt                          |
|      | St. Ludwig                           | Darmstadt                            | Darmstadt-Mitte                    | Pfarrkirche der Pfarrei St. Ludwig Darmstadt                            |
|      | Heilig Geist                         | Darmstadt-Arheilgen                  | Darmstadt-Mitte                    | Pfarrkirche der Pfarrei Heilig Geist Arheilgen                          |
|      | Liebfrauenkirche                     | Darmstadt-Bessungen                  | Darmstadt-Mitte                    | Pfarrkirche der Pfarrei Liebfrauen Darmstadt                            |
|      | St. Jakobus                          | Darmstadt-Kranichstein               | Darmstadt-Mitte                    | Pfarrkirche der Pfarrei St. Jakobus Kranichstein                        |
|      | St. Bonifatius                       | Darmstadt-Wixhausen                  | Darmstadt-Mitte                    | Filialkirche der Pfarrei Heilig Geist Arheilgen                         |
|      | St. Bonifatius                       | Messel                               | Darmstadt-Mitte                    | Pfarrkirche der Pfarrei St. Bonifatius Messel                           |
|      | St. Antonius                         | Messel-Grube Messel                  | Darmstadt-Mitte                    | Filialkirche der Pfarrei St. Bonifatius Messel                          |
|      | St. Georg                            | Darmstadt-Eberstadt                  | Darmstadt-Südost                   | Pfarrkirche der Pfarrei St. Georg Eberstadt                             |
|      | St. Josef                            | Darmstadt-Eberstadt                  | Darmstadt-Südost                   | Pfarrkirche der Pfarrei St. Josef Eberstadt                             |
|      | St. Michael                          | Mühltal-Nieder-Ramstadt              | Darmstadt-Südost                   | Pfarrkirche der Pfarrei St. Michael Nieder-Ramstadt                     |
|      | Liebfrauen                           | Ober-Ramstadt                        | Darmstadt-Südost                   | Pfarrkirche der Pfarrei Liebfrauen Ober-Ramstadt                        |
|      | St. Pankratius                       | Ober-Ramstadt-Modau-Ober-Modau       | Darmstadt-Südost                   | Pfarrkirche der Pfarrei St. Pankratius Ober-Modau                       |
|      | St. Antonius                         | Pfungstadt                           | Darmstadt-Südost                   | Pfarrkirche der Pfarrei St. Antonius von Padua Pfungstadt               |
|      | Verklärung Christi                   | Roßdorf                              | Darmstadt-Südost                   | Pfarrkirche der Pfarrei Verklärung Christi Roßdorf                      |
|      | St. Bonifatius                       | Seeheim-Jugenheim (OT Jugenheim)     | Darmstadt-Südost                   | Pfarrkirche der Pfarrei St. Bonifatius Seeheim-Jugenheim                |
|      | Heilig Geist                         | Seeheim-Jugenheim (OT Seeheim)       | Darmstadt-Südost                   | Filialkirche der Pfarrei St. Bonifatius Seeheim-Jugenheim               |
|      | Heilig Kreuz                         | Griesheim                            | Darmstadt-West                     | Kirche der Pfarrei St. Marien Griesheim                                 |
|      | St. Stephan                          | Griesheim                            | Darmstadt-West                     | Kirche der Pfarrei St. Marien Griesheim                                 |
|      | St. Johannes der Täufer              | Weiterstadt                          | Darmstadt-West                     | Pfarrkirche der Pfarrei St. Johannes der Täufer Weiterstadt             |
|      | Kirchenzentrum JVA                   | Weiterstadt                          | Darmstadt-West                     | Filialkirche der Pfarrei St. Johannes der Täufer Weiterstadt            |
|      | St. Ludwig (Schlosskapelle)          | Weiterstadt-Braunshardt              | Darmstadt-West                     | Filialkirche der Pfarrei St. Johannes der Täufer Weiterstadt            |
|      | Erscheinung des Herrn                | Heppenheim (Bergstraße)              | Heppenheim (Hl. Marianne Cope)     | Filialkirche                                                            |
|      | St. Peter                            | Heppenheim (Bergstraße)              | Heppenheim (Hl. Marianne Cope)     | Pfarrkirche                                                             |
|      | St. Vinzenz (Klosterkirche)          | Heppenheim (Bergstraße)              | Heppenheim (Hl. Marianne Cope)     | Filialkirche                                                            |
|      | Haus Emmaus                          | Heppenheim-Erbach                    | Heppenheim (Hl. Marianne Cope)     | Filialkirche                                                            |
|      | St. Bartholomäus                     | Heppenheim-Kirschhausen              | Heppenheim (Hl. Marianne Cope)     | Filialkirche                                                            |
|      | Marienkapellchen                     | Heppenheim-Ober-Hambach              | Heppenheim (Hl. Marianne Cope)     | Kapelle                                                                 |
|      | Marienkapelle                        | Heppenheim-Ober-Laudenbach           | Heppenheim (Hl. Marianne Cope)     | Filialkirche                                                            |
|      | St. Michael                          | Heppenheim-Unter-Hambach             | Heppenheim (Hl. Marianne Cope)     | Filialkirche                                                            |
|      | St. Wendelinus                       | Heppenheim-Wald-Erlenbach            | Heppenheim (Hl. Marianne Cope)     | Filialkirche                                                            |
|      | St. Michael                          | Einhausen                            | Lorsch-Einhausen (Hl. Edith Stein) | Filialkirche                                                            |
|      | St. Nazarius                         | Lorsch                               | Lorsch-Einhausen (Hl. Edith Stein) | Pfarrkirche                                                             |
|      | Heilig Kreuz                         | Bad Wimpfen-Wimpfen am Berg          | Neckartal                          | Pfarrkirche der Pfarrei Heilig Kreuz Bad Wimpfen                        |
|      | St. Peter                            | Bad Wimpfen-Wimpfen im Tal           | Neckartal                          | Filialkirche der Pfarrei Heilig Kreuz Bad Wimpfen                       |
|      | Maria Immaculata                     | Hirschhorn (Neckar)                  | Neckartal                          | Pfarrkirche der Pfarrei Neckartal                                       |
|      | Mariä Verkündigung                   | Hirschhorn (Neckar)                  | Neckartal                          | Filialkirche der Pfarrei Neckartal                                      |
|      | St. Nazarius und Celsus              | Hirschhorn-Siedlung Ersheim          | Neckartal                          | Filialkirche der Pfarrei Neckartal                                      |
|      | Herz-Jesu                            | Neckarsteinach                       | Neckartal                          | Filialkirche der Pfarrei Neckartal                                      |
|      | St. Johannes der Täufer              | Bad König                            | Odenwaldkreis                      | Pfarrkirche der Pfarrei St. Johannes der Täufer Bad König               |
|      | Mater Dolorosa                       | Brensbach                            | Odenwaldkreis                      | Pfarrkirche der Pfarrei B.M.V. Mater Dolorosa Brensbach                 |
|      | Herz Jesu                            | Breuberg-Hainstadt                   | Odenwaldkreis                      | Filialkirche der Pfarrei St. Karl Borromäus Neustadt                    |
|      | St. Karl Borromäus                   | Breuberg-Neustadt                    | Odenwaldkreis                      | Pfarrkirche der Pfarrei St. Karl Borromäus Neustadt                     |
|      | St. Sophia                           | Erbach (Odenwald)                    | Odenwaldkreis                      | Pfarrkirche der Pfarrei St. Sophia Erbach                               |
|      | St. Laurentius                       | Fränkisch-Crumbach                   | Odenwaldkreis                      | Filialkirche der Pfarrei Verkündigung des Herrn Reichelsheim            |
|      | Christ-König                         | Höchst im Odenwald                   | Odenwaldkreis                      | Pfarrkirche der Pfarrei Christ-König Höchst                             |
|      | Heilig Kreuz                         | Lützelbach-Haingrund                 | Odenwaldkreis                      | Filialkirche der Pfarrei St. Margareta Seckmauern                       |
|      | St. Bonifatius                       | Lützelbach-Lützel-Wiebelsbach        | Odenwaldkreis                      | Pfarrkirche der Pfarrei St. Bonifatius Lützel-Wiebelsbach               |
|      | St. Margareta                        | Lützelbach-Seckmauern                | Odenwaldkreis                      | Pfarrkirche der Pfarrei St. Margareta Seckmauern                        |
|      | St. Sebastian                        | Michelstadt                          | Odenwaldkreis                      | Pfarrkirche der Pfarrei St. Sebastian Michelstadt                       |
|      | Heilig Geist                         | Michelstadt-Vielbrunn                | Odenwaldkreis                      | Pfarrkirche der Pfarrei Heilig Geist Vielbrunn                          |
|      | St. Georg                            | Michelstadt-Würzberg                 | Odenwaldkreis                      | Filialkirche der Pfarrei Heilig Geist Vielbrunn                         |
|      | St. Leonhard, St. Konrad von Parzham | Oberzent-Beerfelden                  | Odenwaldkreis                      | Pfarrkirche der Pfarrei St. Leonhard, St. Konrad von Parzham Beerfelden |
|      | St. Luzia und St. Odilia             | Oberzent-Hesselbach                  | Odenwaldkreis                      | Pfarrkirche der Pfarrei St. Luzia und St. Odilia Hesselbach             |
|      | Verkündigung des Herrn               | Reichelsheim (Odenwald)              | Odenwaldkreis                      | Pfarrkirche der Pfarrei Verkündigung des Herrn Reichelsheim             |
|      | St. Andreas                          | Groß-Bieberau                        | Otzberger Land                     | Pfarrkirche der Pfarrei St. Andreas Groß-Bieberau                       |
|      | St. Gallus                           | Groß-Umstadt                         | Otzberger Land                     | Pfarrkirche der Pfarrei St. Gallus Groß-Umstadt                         |
|      | St. Peter und Alexander              | Groß-Umstadt-Dorndiel                | Otzberger Land                     | Pfarrkirche der Pfarrei St. Peter und Alexander Dorndiel                |
|      | St. Bartholomäus                     | Groß-Umstadt-Heubach                 | Otzberger Land                     | Filialkirche der Pfarrei St. Gallus Groß-Umstadt                        |
|      | Wendelinuskapelle                    | Groß-Umstadt-Klein-Umstadt           | Otzberger Land                     | betreut von der Pfarrei St. Gallus Groß-Umstadt                         |
|      | St. Wenzel                           | Groß-Umstadt-Richen                  | Otzberger Land                     | Filialkirche der Pfarrei St. Gallus Groß-Umstadt                        |
|      | St. Elisabeth                        | Groß-Umstadt-Wiebelsbach             | Otzberger Land                     | Filialkirche der Pfarrei Mariä Geburt Hering                            |
|      | St. Bartholomäus                     | Groß-Zimmern                         | Otzberger Land                     | Pfarrkirche der Pfarrei St. Bartholomäus Groß-Zimmern                   |
|      | St. Bartholomäus                     | Groß-Zimmern-Klein-Zimmern           | Otzberger Land                     | Filialkirche der Pfarrei St. Bartholomäus Groß-Zimmern                  |
|      | Josephskapelle                       | Groß-Zimmern-Klein-Zimmern           | Otzberger Land                     | betreut von der Pfarrei St. Bartholomäus Groß-Zimmern                   |
|      | St. Cyriakus                         | Otzberg-Habitzheim                   | Otzberger Land                     | Pfarrkirche der Pfarrei St. Cyriakus Habitzheim                         |
|      | Mariä Geburt                         | Otzberg-Hering                       | Otzberger Land                     | Pfarrkirche der Pfarrei Mariä Geburt Hering                             |
|      | Sieben Schmerzen Mariens             | Otzberg-Lengfeld                     | Otzberger Land                     | Filialkirche der Pfarrei Mariä Geburt Hering                            |
|      | Fronleichnam                         | Reinheim                             | Otzberger Land                     | Pfarrkirche der Pfarrei Fronleichnam Reinheim                           |
|      | St. Bartholomäus                     | Biblis                               | Südliches Ried (Alfred Delp)       | Filialkirche                                                            |
|      | St. Antonius                         | Biblis-Nordheim                      | Südliches Ried (Alfred Delp)       | Filialkirche                                                            |
|      | St. Christophorus                    | Biblis-Wattenheim                    | Südliches Ried (Alfred Delp)       | Filialkirche                                                            |
|      | Marienkapelle                        | Bürstadt                             | Südliches Ried (Alfred Delp)       | Kapelle                                                                 |
|      | St. Michael                          | Bürstadt                             | Südliches Ried (Alfred Delp)       | Pfarrkirche                                                             |
|      | St. Peter                            | Bürstadt                             | Südliches Ried (Alfred Delp)       | Filialkirche                                                            |
|      | St. Josef                            | Bürstadt-Bobstadt                    | Südliches Ried (Alfred Delp)       | Filialkirche                                                            |
|      | Wendelinuskapelle                    | Bürstadt-Boxheimerhof                | Südliches Ried (Alfred Delp)       | Kapelle                                                                 |
|      | St. Theresia vom Kinde Jesu          | Groß-Rohrheim                        | Südliches Ried (Alfred Delp)       | Filialkirche                                                            |
|      | St. Andreas                          | Lampertheim                          | Südliches Ried (Alfred Delp)       | Filialkirche                                                            |
|      | Mariä Verkündigung                   | Lampertheim                          | Südliches Ried (Alfred Delp)       | Filialkirche                                                            |
|      | St. Michael                          | Lampertheim-Hofheim                  | Südliches Ried (Alfred Delp)       | Filialkirche                                                            |
|      | Herz Jesu                            | Lampertheim-Hüttenfeld               | Südliches Ried (Alfred Delp)       | Filialkirche                                                            |
|      | St. Bonifatius                       | Abtsteinach-Ober-Abtsteinach         | Überwald                           | Pfarrkirche der Pfarrei St. Bonifatius Ober-Abtsteinach                 |
|      | St. Marien                           | Abtsteinach-Unter-Abtsteinach        | Überwald                           | Filialkirche der Pfarrei St. Bonifatius Ober-Abtsteinach                |
|      | St. Michael                          | Birkenau-Buchklingen                 | Überwald                           | Filialkirche der Pfarrei St. Wendelinus Unter-Flockenbach               |
|      | Unbeflecktes Herz Mariens            | Birkenau-Löhrbach                    | Überwald                           | Pfarrkirche der Pfarrei Unbeflecktes Herz Mariens Löhrbach              |
|      | St. Wendelinus                       | Gorxheimertal-Unter-Flockenbach      | Überwald                           | Pfarrkirche der Pfarrei St. Wendelinus Unter-Flockenbach                |
|      | Hl. Familie und Hl. Walburga         | Grasellenbach-Hammelbach             | Überwald                           | Pfarrkirche der Pfarrei Hl. Familie und Hl. Walburga Hammelbach         |
|      | St. Laurentius                       | Wald-Michelbach                      | Überwald                           | Pfarrkirche der Pfarrei St. Laurentius Wald-Michelbach                  |
|      | Maria Hilf                           | Wald-Michelbach-Aschbach             | Überwald                           | Pfarrkirche der Pfarrei Maria Hilf Aschbach                             |
|      | Dreifaltigkeitskirche                | Wald-Michelbach-Kocherbach           | Überwald                           | Filialkirche der Pfarrei Maria Hilf Aschbach                            |
|      | St. Johannes Baptist                 | Wald-Michelbach-Unter-Schönmattenwag | Überwald                           | Pfarrkirche der Pfarrei St. Johannes Baptist Unter-Schönmattenwag       |
|      | Apostelkirche                        | Viernheim                            | Viernheim (Hl. Johannes XXIII.)    | Pfarrkirche                                                             |
|      | Hildegardkirche                      | Viernheim                            | Viernheim (Hl. Johannes XXIII.)    | Filialkirche                                                            |
|      | Marienkirche                         | Viernheim                            | Viernheim (Hl. Johannes XXIII.)    | Filialkirche                                                            |
|      | Michaelskirche                       | Viernheim                            | Viernheim (Hl. Johannes XXIII.)    | Filialkirche                                                            |
|      | Weinheimer Kapellchen                | Viernheim                            | Viernheim (Hl. Johannes XXIII.)    | betreut von der Pfarrei Johannes XXIII. Viernheim                       |
|      | Maria Himmelfahrt                    | Birkenau (Odenwald)                  | Weschnitztal                       | Pfarrkirche der Pfarrei Maria Himmelfahrt Birkenau                      |
|      | St. Wendelinus                       | Birkenau-Nieder-Liebersbach          | Weschnitztal                       | Filialkirche der Pfarrei Maria Himmelfahrt Birkenau                     |
|      | St. Johannes der Täufer              | Fürth (Odenwald)                     | Weschnitztal                       | Pfarrkirche der Pfarrei Johannes der Täufer Fürth                       |
|      | Maria Himmelfahrt                    | Fürth-Krumbach                       | Weschnitztal                       | Pfarrkirche der Pfarrei Maria Himmelfahrt Krumbach                      |
|      | Walburgiskapelle                     | Fürth-Weschnitz                      | Weschnitztal                       | betreut von der Pfarrei Maria Himmelfahrt Krumbach                      |
|      | St. Petrus und Paulus                | Lindenfels                           | Weschnitztal                       | Pfarrkirche der Pfarrei St. Petrus und Paulus Lindenfels                |
|      | Heilig-Blut-Kapelle                  | Lindenfels-Kolmbach                  | Weschnitztal                       | betreut von der Pfarrei St. Petrus und Paulus Lindenfels                |
|      | Schutzengel-Kapelle                  | Lindenfels-Seidenbuch                | Weschnitztal                       | betreut von der Pfarrei St. Petrus und Paulus Lindenfels                |
|      | St. Bartholomäus                     | Mörlenbach                           | Weschnitztal                       | Pfarrkirche der Pfarrei St. Bartholomäus Mörlenbach                     |
|      | Heilig Geist                         | Mörlenbach-Ober-Mumbach              | Weschnitztal                       | Filialkirche der Pfarrei St. Bartholomäus Mörlenbach                    |
|      | Herz Jesu                            | Mörlenbach-Weiher                    | Weschnitztal                       | Filialkirche der Pfarrei St. Bartholomäus Mörlenbach                    |
|      | St. Elisabeth                        | Rimbach (Odenwald)                   | Weschnitztal                       | Pfarrkirche der Pfarrei St. Elisabeth Rimbach                           |